# Френд (Небраска)
Френд (енгл. Friend) град је у америчкој савезној држави Небраска.

## Демографија
По попису из 2010. године број становника је 1.027, што је 147 (-12,5%) становника мање него 2000. године.
| Група             | 2000.         | 2010.       |
| Белци             | 1.152 (98,1%) | 988 (96,2%) |
| Афроамериканци    | 0 (0,0%)      | 4 (0,4%)    |
| Азијати           | 0 (0,0%)      | 4 (0,4%)    |
| Хиспаноамериканци | 10 (0,9%)     | 25 (2,4%)   |
| Укупно            | 1.174         | 1.027       |